# Per non perdere noi
Per non perdere noi è un singolo del cantautore italiano Brunori Sas, pubblicato il 18 aprile 2025 come quinto estratto dal sesto album in studio L'albero delle noci.

## Descrizione
Il brano è scritto dallo stesso cantautore con Riccardo Sinigallia, che ha anche curato la produzione, e già incluso come prima traccia dell'album L'albero delle noci.

## Video musicale
Il video musicale, diretto da Giacomo Triglia, è stato pubblicato in anteprima il 17 aprile aprile 2025 attraverso il canale YouTube del cantautore.

## Tracce
Testi e musiche di Dario Brunori e Riccardo Sinigallia.
1. Per non perdere noi – 3:39